# 邵基 (明朝)
邵基（1502年—？），字子原，浙江紹興府餘姚縣人，竈籍，明朝政治人物。

## 生平
嘉靖七年（1528年）戊子科浙江鄉試第三十五名舉人。嘉靖十四年（1535年）中式乙未科會試第四十七名，登第三甲第八十八名進士。授知县。十九年十月选授南京江西道試御史，二十一年三月實授，官至巡按江西等处地方监察御史。

## 家族
曾祖邵有容；祖父邵蒙，曾任七品散官；父邵煉，曾任按察司副使。母陳氏；繼母金氏。重庆下。弟邵垔。